# الخط النوسنتاري

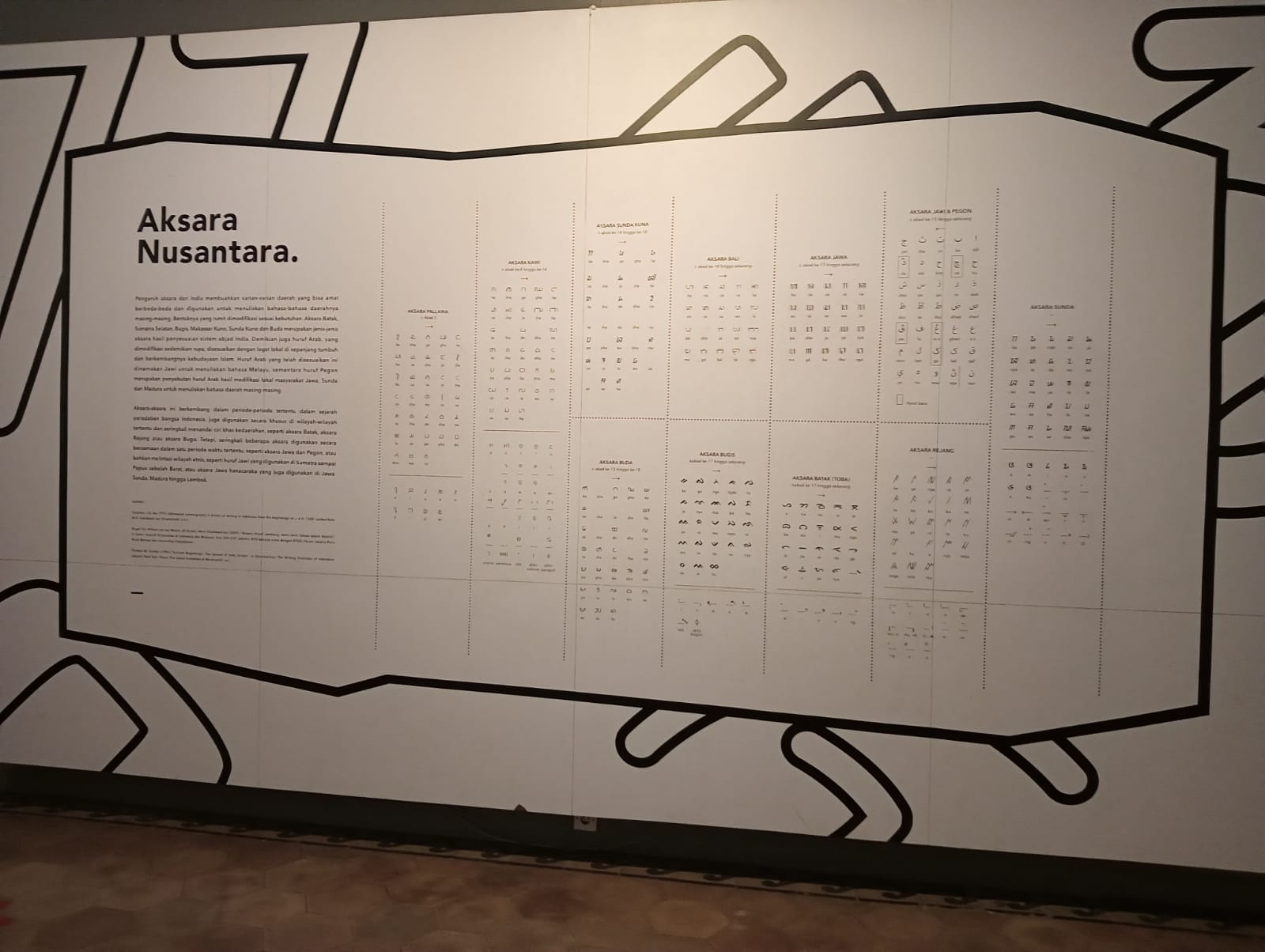
نص نوسانتاري من النصوص الإندونيسية القديمة

الخط النوسنتاري (اكسارا نوسنتارا) الخط المستعمل للكتابة في جزر نوسنتارا. كلمة نوسنتارا سنسكريتية وهي مشتقة من كلمتي نوسا أي الأرخبيل أو الجزيرة. وأنتارا أي الخارج، بمعنى الجزر خارج جزيرة جاوة التي أصبحت مركزاً للسلطة والحكومة في مملكة ماجاباهيت وهي مملكة سيطرت على منطقة الملايو في جنوب شرق آسيا منذ القرن الثالث عشر إلى السادس عشر الميلادي.

## وصلات خارجية
- https://aksaradinusantara.com